# Anton Kopp (Theologe)
Anton Kopp (* 7. Juni 1796 in Rüthen; † 1870 in Chicago) war katholischer Generalvikar von Chicago.

## Leben und Wirken
Anton Kopp wurde als erster Sohn des Hufschmieds Franz-Josef Kopp geboren. In Münster studierte er Theologie, dort wurde er auch am 9. März 1819 zum Priester geweiht. Anschließend wirkte er als Vikar und später als Rektor in Menden. Was den Geistlichen bewogen hat, 1834 mit einer Gruppe westfälischer und rheinischer Familien nach Amerika auszuwandern, obwohl er seit 1828 Seelsorger der Pfarrei in Kirchveischede war, ist unbekannt. Kopp kam am 25. Oktober nach Detroit und reiste in zehn Tagen in das circa 190 Kilometer entfernte Ionia. Die Siedler aus Westfalen erwarben 140 Hektar Land am „Grand River Valley“ im heutigen Clinton County, ein verwildertes und sumpfiges Waldgelände, das sie in eine landwirtschaftlich geprägte, fruchtbare Landschaft verwandelten. Anton Kopp reiste nach Abschluss des Landkaufs wieder zurück nach Detroit, um dort Bischof Friedrich Reese zu besuchen. Von ihm erhielt der Geistliche die neue deutsche Gemeinde offiziell zugewiesen – „der Beginn der katholischen Kirche in Michigan“, wie es Kopp in seinen Aufzeichnungen beschrieb. Kopp begann 1837 mit dem Bau einer Kirche, wirkte als Seelsorger und erteilte auch Schulunterricht.
Im Jahr 1839 wurde er zum ersten Inspektor der neuen Gemeinde gewählt. Nachdem sich dort immer mehr deutsche Familien ansiedelten, beschloss man, den Ort Westphalia zu nennen. Bis 1923 wanderten über 300 Familien von Westfalen dorthin aus.
Anton Kopp blieb bis 1843 in Westphalia und ging schließlich nach Chicago, wo er die St.-Michaels-Pfarrei aufbaute – heute die größte deutsche Pfarrei in den Vereinigten Staaten. Einige Jahre später wurde Anton Kopp Generalvikar von Chicago.